# Suchart Chairsuvaparb
Suchart Chairsuvaparb (né le 13 juin 1951) est un athlète thaïlandais, spécialiste du sprint.
Il a été le principal sprinter thaïlandais pendant plus d'une décennie. Sa première apparition internationale date des Championnats d'Asie de 1973 quand il remporte deux médailles d'argent, sur 100 et relais 4 × 100 m. Lors des Jeux asiatiques de 1974, il remporte la médaille de bronze du 100 m et fait partie de l'équipe thaïlandaise du relais médaille d'or. Ses résultats lors des Jeux olympiques de 1976 à Montréal sont décevants. Lors des Jeux asiatiques de 1978, il remporte deux médailles d'or. Il remporte ensuite les Championnats d'Asie en 1979, 1981 et 1983 et représente la Thaïlande lors des premiers Championnats du monde d'athlétisme à Helsinki. Il a fait partie de l'équipe asiatique de Coupe du monde en 1977, 1979 et 1981. Son meilleur temps est de 10 s 44 en 1978.